# Лангади
Лангади (грч. Λαγκάδι) је насељено место у општини Висалтија у периферији Средишња Македонија, Грчка. Према попису из 2021. године било је 92 становника.
Према бугарском географу и историчару, Василу Канчову, у Лангадију је 1900. године живело 150 Грка. Током Грчког грађанског рата село је настрадало а становништво је избегло. Обновљено је нешто касније око три километара од старог села. На попису из 1961. године Лангади је имао 168 становника. Село се раније звало Саита.